# Peter Marmureanu
Peter Marmureanu, (né Petre) né le 20 juin 1941 à Bucarest, est un ancien joueur de tennis roumain, professionnel.

## Carrière
Il a atteint les quarts de finale en double à Roland Garros en 1972. Accompagné de Barry Phillips-Moore, il bat la paire Lew Hoad/Manuel Orantes puis bute sur Jimmy Connors et Tom Gorman. En simple, il est huitième de finaliste à Senigallia en 1971.
Il est membre de l'équipe de Roumanie de Coupe Davis finaliste en 1969, 1971 et 1972. Il n'a cependant joué aucun match à enjeu lors de ces trois campagnes et n'a pas joué lors des phases finales. Il totalise 3 victoires pour 3 défaites en simple de 1969 à 1972 et deux victoires en double avec Ion Tiriac en 1962 et 1963.
Il a écrit ses mémoires en 2015 sous le titre Beyond My Dreams. Il grandit pendant la guerre et ses malheurs commencent lorsque le régime communiste se met en place. Son père architecte perd sa maison et la famille vit ensuite dans la pauvreté. Il commence le tennis à 11 ans grâce à des cours gratuits au club de tennis où il fait quelques petits boulots. Pendant sa carrière on lui demande de passer des documents pour les différentes ambassade de Roumanie. Il fuit le pays en 1975 pour les États-Unis. Il a joué dans 119 villes dans 51 pays. Il est devenu entraîneur de l'équipe des États-Unis de Fed Cup dans les années 1980 à l'époque de Chris Evert et Martina Navratilova. Il a aussi entraîné John et Patrick McEnroe, ainsi que Vitas Gerulaitis et Peter Fleming. Il est ensuite coach privé à Charlotte où il vit depuis 1996.